# Kosmiker

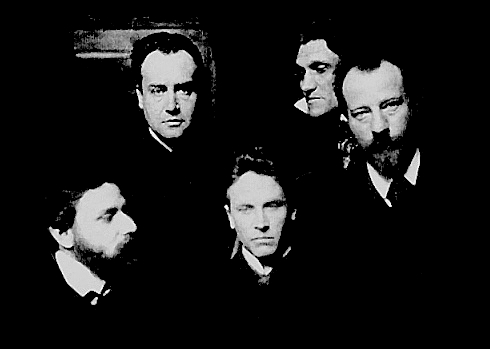
v.l.n.r Karl Wolfskehl, Alfred Schuler, Ludwig Klages, Stefan George, Albert Verwey

Der Kosmikerkreis, auch kurz die Kosmiker, um einige Privatgelehrte wie Alfred Schuler (1865–1923), Ludwig Klages (1872–1956) und Karl Wolfskehl (1869–1948), war eine parareligiöse Intellektuellengruppe in München um die Wende vom 19. zum 20. Jahrhundert. Der Kreis war offen für zahlreiche Gäste wie etwa den holländischen Dichter Albert Verwey (1865–1937), den Gymnasiallehrer Ludwig Derleth (1870–1948), den Schriftsteller Oscar A. H. Schmitz (1873–1931), den Dichter Stefan George (1868–1933) oder den Buchkünstler Melchior Lechter (1865–1937). Die Kosmiker spiegelten besonders deutlich gewisse geistige Strömungen des Fin de siècle wider. Verbunden waren sie durch ihr Interesse für nicht-christliche und zugleich nicht-jüdische Mythen. Einer ihrer wesentlichen Bezugspunkte war das Werk des Schweizer Mythologen Johann Jakob Bachofen (1815–1887) über frühe Matriarchate (Das Mutterrecht, 1861), das sie wiederentdeckten und neu interpretierten. Zu den „Großen“ in ihren Augen zählten aber auch Johann Wolfgang von Goethe und Friedrich Nietzsche.

## Ziele und Personen
Die Kosmiker schwärmten von einer Revitalisierung antiker Religionen, wobei unterschiedliche Entwürfe miteinander konkurrierten. Allen gemeinsam war die Ablehnung des gründerzeitlichen Fortschrittsglaubens und der „Verhirnlichung“ der zeitgenössischen Kultur-Debatte.
Der „heidnische Eros“, den die Kosmiker verehrten, sollte weltschöpferisch kosmogonisch und welterklärend kosmisch werden. Dabei steigerte man sich in mancherlei Fantasien und Personenkulte (etwa um Stefan George), die schon von den Zeitgenossen verspottet wurden, so von Otto Julius Bierbaum (in Möbius Steckbriefe, 1900). Man floh auch in eigenartige pseudo-poetische und pseudo-religiöse Metaphern; so prophezeite Alfred Schuler, der sich als Reinkarnation eines alten Römers empfand, das Erscheinen einer „Blutleuchte“, worin sich die Wiedergewinnung einer ursprünglichen, in der Gegenwart aber völlig verloren gegangenen Einheit von Empfindung und Verstand manifestieren sollte. Seine Theorien zur Dichtkunst und Sprachpsychologie sind denen des Sprachtheoretikers Lazarus Geiger verwandt. Doch hatte Schuler ebenso wenig wie Geiger greifbare kulturelle Wirkung; er konnte sich außerhalb der engeren Grenzen des Kreises kaum verständlich machen. Das lag sicher auch daran, dass er kaum publizierte, obwohl er studierter Altertumswissenschaftler war. Berühmt war er eher für seine mündlichen Vorträge und spontanen Deklamationen, die von Zeitgenossen als außerordentlich eindrucksvoll geschildert werden.
Ludwig Derleth hinterließ Werke wie die Proklamationen, die zum ersten Mal 1904 und zum zweiten Mal, in einer leicht abgeänderten Version, 1919 erschienen, und veranstaltete abendliche Lesungen, die sich des literarischen Typs Also sprach Zarathustra von Friedrich Nietzsche bedienten, ohne dessen Bedeutung zu erlangen. Derleth wurde daraufhin von Thomas Mann, der bei einer der drei Lesungen der 'Proklamationen' anwesend war, in seiner Erzählung Beim Propheten (ebenfalls aus dem Jahr 1904) parodiert und erneut 1947 in seinem Roman Doktor Faustus als typisch für das München jener Jahre in der Figur des Daniel zur Höhe dargestellt.
Ludwig Klages, der ursprünglich Chemie studiert hatte, versuchte sich mit seinem Freund Hans H. Busse der „Seele“ dadurch zu nähern, dass er die Wissenschaft der Graphologie begründete. Kulturkritisch-philosophische Werke waren die späteren Abhandlungen Vom kosmogonischen Eros (1922) sowie Der Geist als Widersacher der Seele (1929). Wie Schuler beschäftigte er sich auch mit Sprachpsychologie, Die Sprache als Quell der Seelenkunde (1948).
Karl Wolfskehl war Geldgeber und gesellschaftlicher Mittelpunkt der Bohème-Bruderschaft und Gastgeber der Zusammenkünfte. Er war (wegen seiner Körpergröße der „Zeus von Schwabing“ genannt) ein anerkannter Literaturhistoriker, Anthologist und Dichter. Die Kosmiker trafen sich regelmäßig bei ihm und feierten dort ihre rauschenden Faschings-Feste in sorgfältig gewählten historischen Kostümen.
Eine gewisse Rolle spielte schließlich auch die berühmte Gräfin Franziska zu Reventlow, die in dieser Runde (wenn auch eigentlich gegen ihren Willen) als inspirierende Muse, als Projektionsfigur für neue Weiblichkeitsideale („Wiedergeburt der Hetäre“, „Heidnische Madonna“, „Holsteinische Venus“) und als erotischer Mittelpunkt vereinnahmt wurde; letzteres freilich eher in der Theorie. Fanny hatte zwar persönliche Beziehungen zu Mitgliedern des Kreises, etwa eine langjährige Liebesbeziehung zu Ludwig Klages, der Vormund – nicht aber leiblicher Vater – ihres unehelichen Sohnes Rolf war, und zu Karl Wolfskehl; diese Beziehungen waren aber privater Natur. Ihrer Ikonisierung im Kreis entging sie dennoch nicht und setzte sich darum schon 1904 als bissige Kommentatorin (Schwabinger Beobachter) und später an ihrem neuen Schweizer Wohnort als ironische Chronistin der „Wahnmochinger“ Verhältnisse in einem Schlüsselroman (Herrn Dames Aufzeichnungen, 1913) mit dem Kreis auseinander.
Eine wichtige Rolle spielten die Kosmiker und vor allem die „Kosmiker-Krise“ um 1903 (an deren Ende die Distanzierung Wolfskehls und Georges von Klages und Schuler stand) auch für die Konstituierung des George-Kreises. Eine Vielfalt von „Kreisen“, die sich häufig überschnitten, war typisch für das damalige Schwabing. George war die Rolle, die von den Kosmikern Fanny Reventlow zugedacht war, eher unverständlich (Fanny soll ihn ihrerseits als den „Weihenstefan“ bezeichnet haben). Ihr wie andern Frauen gegenüber, so etwa gegenüber Ricarda Huch, benahm er sich herrscherlich-abweisend. Zudem herrschte in seinem Kreis (wie auch bei den Kosmikern) eine Art asketische Zölibatsverpflichtung, die von außen als versteckte Homosexualität gedeutet wurde, zumal ‚schöne junge Männer‘ (Ludwig Klages selbst, Friedrich Gundolf, Roderich Huch oder Maximilian Kronberger) für George vermutlich das bedeuteten, was Fanny Reventlow für Schuler und Klages (oder auch andere Schwabinger wie Oskar Panizza) bedeutet haben mochte.

## Ende
Die Kosmiker trafen sich von 1899 bis 1904 regelmäßig, doch begann der Kreis schon im Jahr 1903 zu zerbrechen. Im Jahr 1904 folgte der „große Schwabinger Krach“, als es zu antisemitischen Attacken auf Karl Wolfskehl und damit zu Streit und Zerwürfnis kam. George, der sich auf die Seite seines Freundes Wolfskehl stellte, überwarf sich mit Klages; die ‚niederen Chargen‘ des Kreises sollen gar in nächtliche Handgreiflichkeiten verwickelt worden sein. Fanny Reventlow, die in beiden ‚Parteien‘ Freunde hatte, geriet zwischen die Fronten und trug sich seit dieser Zeit mit dem Gedanken, München ganz den Rücken zu kehren, was sie allerdings erst vier Jahre später wahr machte.

## Wirkung
Der Kosmiker-Kreis hat den Ruf Schwabings als Künstlerviertel mitbegründet und übte Einfluss auf die Bohème des Fin de siècle bis hin zur heutigen Esoterikszene aus.
Der Kreis wurde im Zug der geistesgeschichtlichen Aufarbeitung des Nationalsozialismus daraufhin  untersucht, ob er einer der geistigen Vorläufer der rassistischen  Ideologie des Nationalsozialismus war. Das Hakenkreuz (das Swastika-Symbol, ein aus dem hinduistischen Asien stammendes Zeichen) trat in der Emblematik des Kreises auf. Die Kosmiker waren jedoch nur ein kleiner Teil einer Subkultur ähnlicher Bestrebungen überall in Europa, aus denen sich auch einzelne Aspekte der NS-Weltanschauung nährten. Eine konkrete Ursächlichkeit lässt sich bei der exzentrischen und eher unpolitischen Spiritualität des Kreises nicht nachweisen.